# ダンバーの戦い (1650年)
ダンバーの戦い（ダンバーのたたかい、英：Battle of Dunbar）は、1650年9月3日にスコットランドの港町ダンバーで起きた戦い。第三次イングランド内戦の緒戦となったこの戦いでオリバー・クロムウェルが自ら率いるイングランド共和国陸軍がスコットランド軍に大勝した。

## 経緯
清教徒革命において当初のイングランド議会派は王党派に対峙するにあたって劣勢であり、状況の打開のために議会派はイングランドに長老派教会体制を要求するスコットランド盟約派と接触し、1643年9月25日にはスコットランドからアーガイル侯爵アーチボルド・キャンベルらが、イングランドからジョン・ピム、ヘンリー・ベインらが厳粛な同盟と契約を結び、議会派勝利の暁には長老制の導入を約束して同盟関係を結んでいた。しかし議会で長老派ではなく独立派に属するオリバー・クロムウェルの結成した鉄騎隊の機構を議会軍全体に拡充したニューモデル軍が各地で国王軍を単独で圧倒し始め第一次イングランド内戦を終結させると、戦後の議会では独立派が大きく発言力を増し、厳粛な同盟と契約の履行が危ぶまれる事となった。
独立派に支配されつつあるイングランド議会に危機感を覚えたスコットランド盟約派は身の危険を感じてワイト島へ逃げたイングランド国王チャールズ1世と交渉、1647年12月に「長老主義議会の3年間の試験的導入」を見返りにチャールズ1世と和解契約を結び「エンゲージャーズ」を結成して翌1648年にハミルトン公ジェイムズ・ハミルトン（アーガイル侯の政敵で厳粛な同盟と契約に反対していた）がイングランドに侵攻した（第二次イングランド内戦）。しかし、同年8月にはプレストンの戦いでクロムウェルにエンゲージャーズは致命的な大敗を喫し、捕らえられたハミルトン公は処刑されてアーガイル侯がクロムウェルと和睦を結んだことで第二次イングランド内戦は終結し、両国の関係はどうにか修復された。一方議会では長老派がチャールズ1世と交渉を行ったことに反発した軍と独立派が結託、やがて両者が長老派を排除して政治の主導権を握ることになる。
戦後軍と独立派は『プライドのパージ』とよばれる軍事クーデターを起こして長老派を議会から全員追放し、残った50数名の議員のみからなる下院ランプ議会を承認し、イングランド共和国の樹立を宣言。ランプ議会は1649年1月にチャールズ1世の処刑を執行してしまった。独立派の強硬な態度に不快感を覚えたスコットランド盟約派はこれを受けてオランダに亡命していたチャールズ2世を迎え、モントローズ侯爵ジェイムズ・グラハムら王党派を排除してチャールズ2世の取り込みを図り、イングランドとの戦争勝利の暁には国民盟約と厳粛な同盟と契約を履行する事を条件にスコットランドの王位に就くことを承認させたが、一方でクロムウェルはチャールズ2世を国家の敵と認定し、スコットランドに侵攻する事をランプ議会で宣言した。

## スコットランドの焦土作戦
クロムウェルは1649年8月から遂行していたアイルランド遠征を本国からの要請で1650年5月に切り上げ、6月にイングランドへ戻っていたが、開戦するにあたってスコットランド侵攻に反対した長年の盟友であるトーマス・フェアファクスを議会軍総司令官から外し、歩兵10,500人と騎兵5,500人を合わせた16,000人の兵を率いて自らがこの戦争の総指揮を執った。最初クロムウェルは議会の命令でフェアファクスの説得に当たったが、第一次イングランド内戦の同盟相手だったスコットランドとの戦闘を嫌がったフェアファクスが拒否して辞職したため、6月26日に議会はスコットランド攻撃とクロムウェルを議会軍総司令官にする決議を下し、クロムウェルは7月22日に国境のツイード川を越え、スコットランド戦役を開始した。
対するスコットランド長老派の司令官デイヴィッド・レズリーは叔父のリーヴェン伯爵アレクサンダー・レズリーと共に三十年戦争などにも参加した従軍経験豊富な指揮官であり、かつて第一次イングランド内戦でクロムウェルと共に王党派と戦った盟友でもあったが、チャールズ1世処刑に憤慨して離反、クロムウェルの敵に回った。
スコットランド軍が度重なる内戦やエンゲージャーズの大敗で負った傷は深く、歩兵18,000人・騎兵8,000人を合わせて総勢26,000人と数の上ではイングランド軍を上回っていたが殆どが新規に雇った兵士であり、練度の面で不安を抱えていた。そこでレズリーは正面切ったイングランド軍との対決を回避し、スコットランドの首都エディンバラ周辺に強固な防御陣地を構成し、エディンバラからイングランド国境にかけての街で焦土作戦を行い、イングランド軍の補給切れを狙った。
短期決戦を企図していたイングランド軍は物資が手薄であり、決戦の機会を与えないレズリーの指揮と焦土作戦によって強固な防衛線を敷くスコットランド軍に有効打を与えられないまま深刻な補給難に陥り、8月にはクロムウェルがスコットランド国教会に嘆願書を送り「キリストの慈悲において自分たちが誤っている可能性について考えてみてください」と要望したものの返事はなかった。物資の欠乏や疫病に苦しめられたイングランド軍は耐えかねてついに沿岸部に向かって後退し、海路で補給を受けるために港町ダンバーに入ったが、これを好機と見たレズリーは一気に兵を前進させ、ダンバー南東で市街やイングランド軍の進軍路となっていたダンバーとベリックを繋ぐ道を見下ろすドゥーン・ヒルに布陣して退路を封鎖しイングランド軍を追い詰めた。

## ダンバーの戦い
ダンバーに追い込まれた状態となったクロムウェルであったが、無防備に追撃される事になる船での撤退をせずに一縷の望みを賭けてダンバーに残ることを選択した。しかしながらこの不利な情勢は如何ともし難いものがあり、クロムウェル自身もニューカッスル知事に宛てた手紙で「奇跡でも起こらぬ限り突破は不可能だろう」と当時の状況を綴っている。ここに至るまで戦病によって死亡、あるいは本国に兵を送還した事によってクロムウェル直轄の兵は11,000人にまで減少してしまっていた。

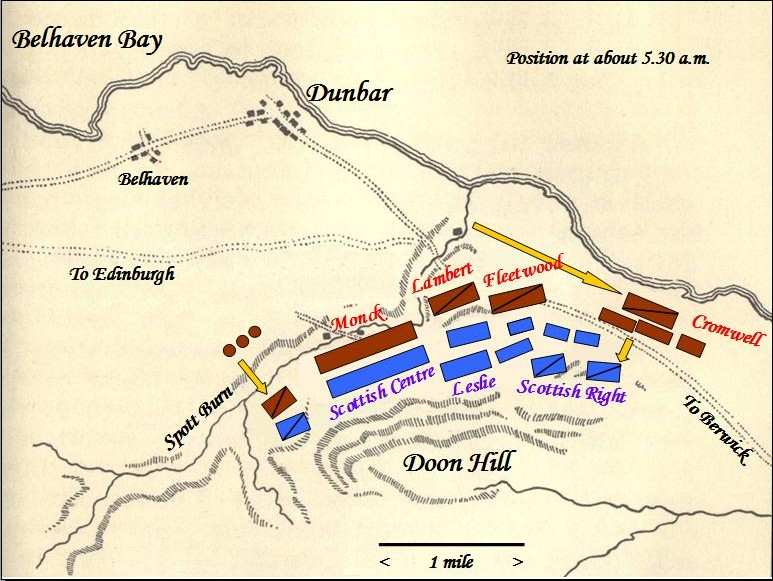
ダンバーの戦い布陣図

しかし、スコットランド軍も国教会やスコットランド議会から予算の面で決戦を急かされており、ついに9月2日早朝にレズリーは数的優位を頼みに全軍をドゥーン・ヒルから北に動かし、スポット村を流れる水路を超えてダンバーに篭もるイングランド軍を殲滅するべく動いた。一方でこれを察知したクロムウェルはスコットランド軍がダンバーのイングランド軍を見通すことが出来るドゥーン・ヒルの陣地から動いた事で逆転の好機が訪れたと捉え、スコットランド軍がスポットの水路を超える前に接敵してスコットランド軍左翼・中央をイングランド軍右翼・中央で足止めして、イングランド軍左翼の背後に隠した鉄騎隊で海岸線からスコットランド軍右翼の右側面に回り込んで奇襲をかければ、ドゥーン・ヒルを背にした隘路に閉じ込められる形となるスコットランド軍は対応しきれないと読んだ（スコットランド軍右翼はドゥーン・ヒルの麓の平坦地に移動していたが、中央と左翼はドゥーン・ヒルに留まっていた）。
2日深夜、暴風雨の中でスコットランド軍はスポット水路を超えられずこの日はその場で野営して明日の決戦に備えたが、イングランド軍は夜闇と悪天候に紛れて一気にスコットランド軍へと肉薄し、イングランド軍は左翼に兵力を厚く敷いて再配置を完了させ、3日未明にジョン・ランバートとチャールズ・フリートウッド率いる騎兵6個連隊がスコットランド軍へと奇襲を仕掛けた。中央でもジョージ・マンクの歩兵部隊がスコットランド軍中央へ攻撃を開始した。
先手を打たれたスコットランド軍ではあったが数では大きく勝っており、なんとか陣形を維持しようとしたものの、スコットランド軍左翼と中央がイングランド軍と交戦状態に入った後に最右翼の海岸線に配したパイク部隊がイングランド軍左翼の背後から突撃してきた鉄騎隊に蹴散らされ包囲が始まると、スコットランド軍は全軍がドゥーン・ヒルに磔にされて平たく引き伸ばされたまま全く機動力を発揮できない状態へと陥り、右翼の崩壊による混乱が全軍に伝播し、隊伍すら維持できず敗走し始めた。イングランド軍は敗走するスコットランド軍を8マイルに渡って執拗に追撃し、甚大な被害を与えた。

## 影響
この戦いまでイングランド軍はスコットランド軍の焦土作戦と蔓延する疫病に苦しめられ、多くの兵が戦列を離れていたにも関わらず、クロムウェルの作戦が図に当たったダンバーの戦いでスコットランド軍に死者3,000、捕虜10,000人という大打撃を与え、イングランド側の戦死者はわずかに20人という圧倒的な勝利を得た。この勝利についてクロムウェルはイングランド議会議長に「主がイングランドとその民に与えし最も顕著な慈悲の一つであった」と報告している。

クロムウェル護国卿時代のイングランド共和国の紋章。スコットランド国旗が取り込まれていることが分かる。

エディンバラ防衛の要である兵を半数以上失ったスコットランド軍は防戦一方となりエディンバラまで後退せざるを得なくなり、盟約派の威信は失墜し内部分裂を起こし、逆に排除された王党派が息を吹き返したが、スコットランド国民から信頼されていなかったため、そこをイングランド軍に付け込まれ説得されて降伏する将兵が続出した。勢いを盛り返したクロムウェル率いるイングランド軍は12月には防衛陣地を突破しエディンバラの攻略に成功し、スコットランド南部の大半を制圧した。ここに至り盟約派は体制の立て直しを急ぎ、穏健派のアーガイル侯は強硬派を排除して王党派と妥協、1651年1月1日にスクーンでチャールズ2世の戴冠式を挙行し両派の連携を図った。
同年2月にクロムウェルが病に倒れたことでイングランド軍の侵攻が遅滞し、その隙にスコットランド軍は兵を集め直しイングランド王党派もチャールズ2世と結んでウスターなどで蜂起しクロムウェルの専政に対して反抗の準備を整えたが、7月20日のインヴァーカイシングの戦い、8月25日のウィガン・レーンの戦い、8月28日のアップトンの戦いで相次いでイングランド軍が勝利し、折しもダンバーの戦いからちょうど1年後となる9月3日のウスターの戦いでは病から回復して陣頭指揮を執ったクロムウェルがスコットランド盟約派およびイングランド王党派の軍勢を諸共に完膚なきまでに粉砕し、チャールズ2世はフランスに亡命し第三次イングランド内戦は終結した。
この第三次イングランド内戦の結果としてスコットランドはクロムウェルのニューモデル軍の精強さの前にもはや膝を屈する他なく、これまでの同君連合という扱いではなくイングランド共和国に取り込まれてアイルランドともどもイングランド共和国の一地方として扱われるという屈辱を1660年のイングランド王政復古まで味わうこととなる。